# Klášter Saint-Benoît-sur-Loire

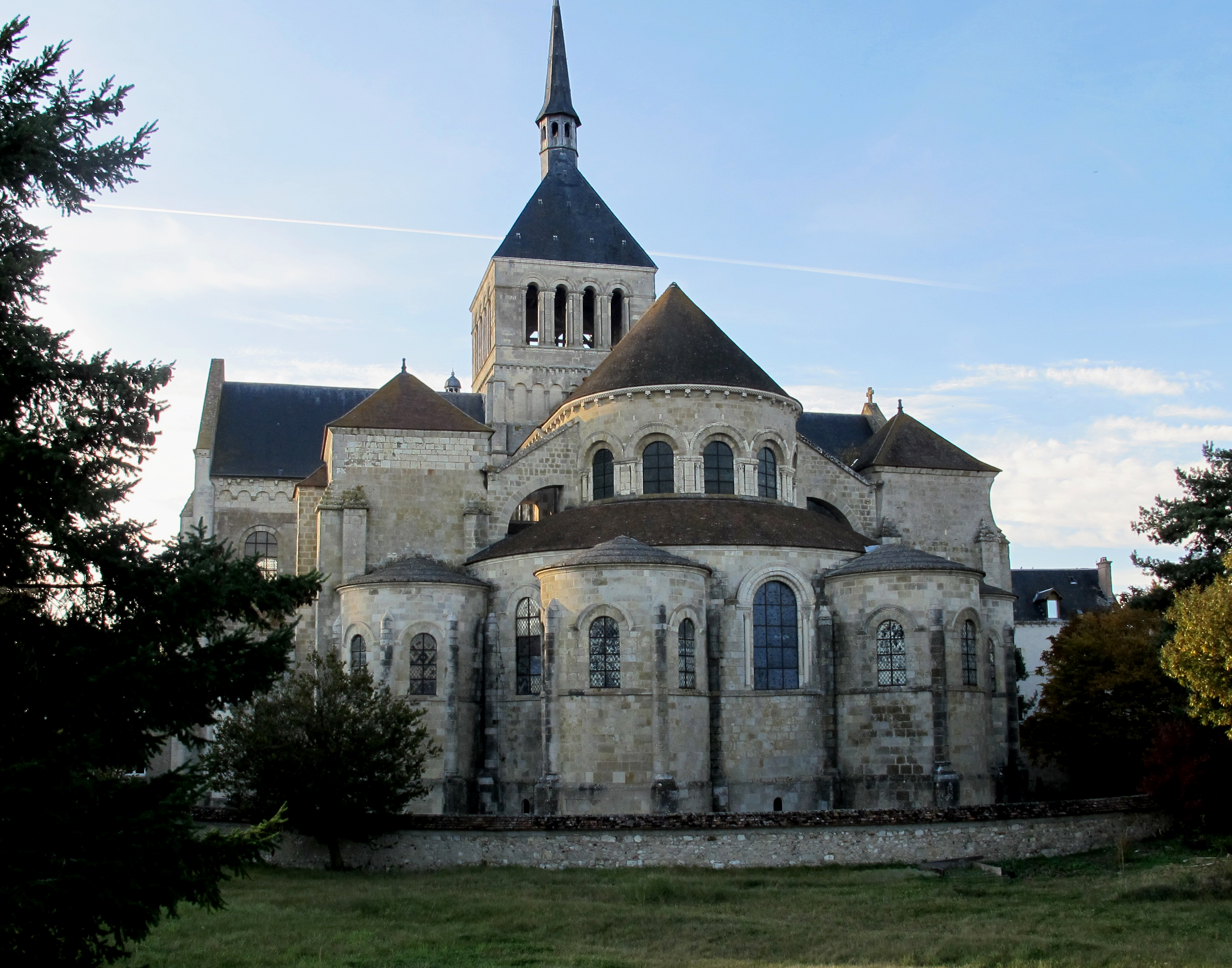
Závěr kostela od východu

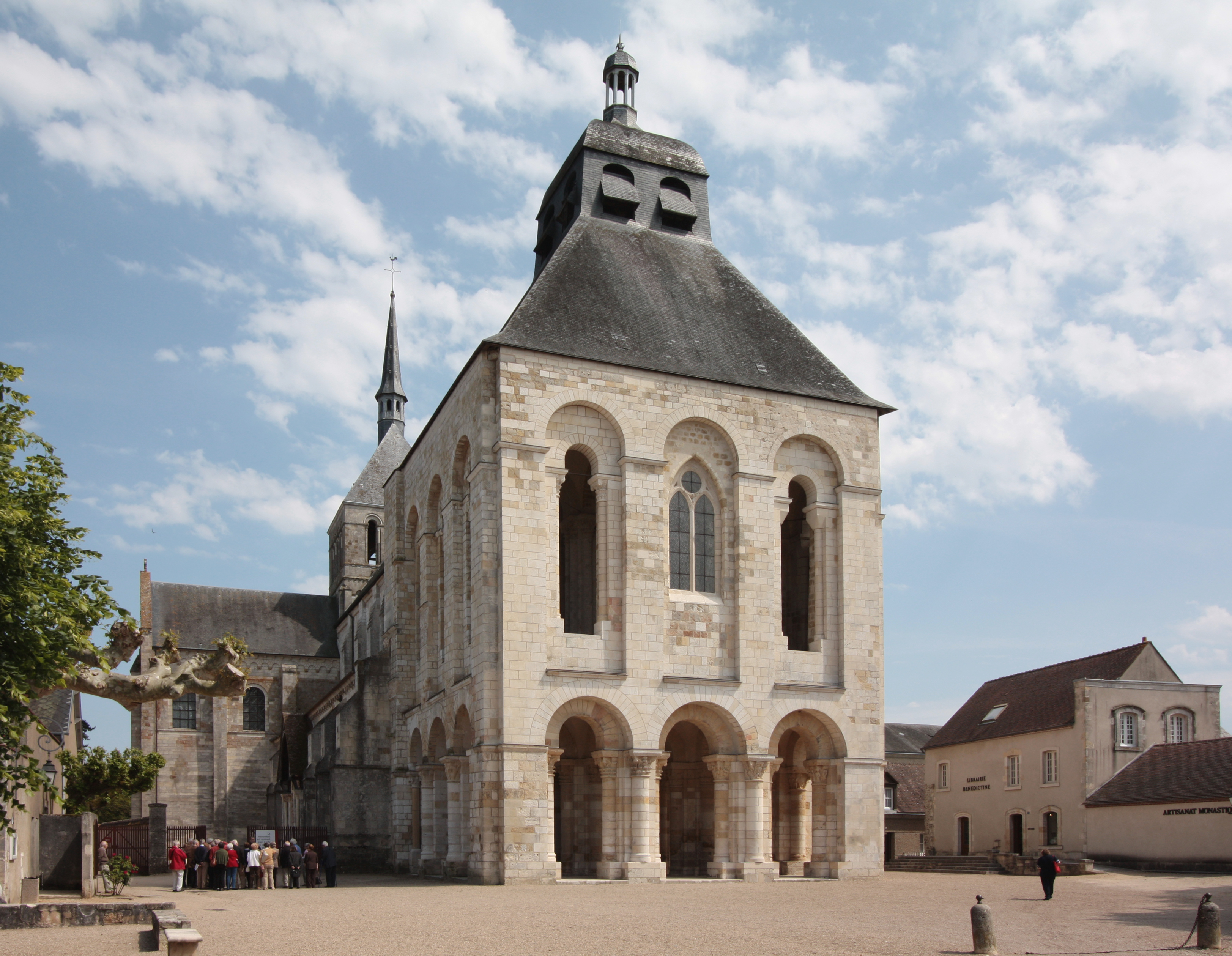
Vežovitý nartex

Klášter Saint-Benoît-sur-Loire (často též Fleury-sur-Loire) je benediktinský klášter v Saint-Benoît-sur-Loire v departementu Loiret v centrální Francii. Leží na řece Loiře, asi 160 km jižně od Paříže a asi 50 km východně od Orléans. Patřil mezi nejvýznamnější středověké kláštery a protože uchovává ostatky svatého Benedikta, byl i významným poutním místem, kam snad putoval i svatý Vojtěch.

## Historie
Klášter v obci Floriacum (později Fleury) patrně založil roku 651 Leodebold, opat kláštera Saint-Aignan v Orléans, protože se mu tam nepodařilo zavést řeholi svatého Benedikta. Nově založený klášter měl dva kostelíky, zasvěcené sv. Petrovi a Panně Marii. Třetí opat kláštera Mommolus měl vidění a požádal mnicha Aigulfa, aby se vydal do Itálie a přinesl z opuštěného kláštera Montecassino ostatky svatého Benedikta. Tamní klášter zničili roku 577 Langobardi a ostatky zůstaly ve zříceninách. Po dlouhém putování a přes odpor papeže Vitaliana se mniši vrátili s ostatky a snad roku 660 je uložili ve zdejším kostele. V této souvislosti se obec Fleury přejmenovala na Saint-Benoît-sur-Loire.
Roku 865 klášter zpustošili Vikingové, počátkem 10. století jej reformoval opat Odo z Cluny a za opatů Abbona (988-1004) a Gauzlina (1004-1030) dosáhl vrcholu své slávy, zejména díky své škole, knihovně a písárně, kde vznikaly slavné rukopisy. Jedním z nich je Livre de jeux, sbírka středověkých náboženských divadelních her. Roku 1026 klášter zničili Normani a v následujícím roce začal opat Gauzlin s obnovou. Postavil patrovou věž, dnešní nartex na západním konci kostela, který pak sloužil i jako noclehárna pro poutníky. Roku 1067 se začal stavět závěr kostela s kryptou a byl vysvěcen roku 1108, kdy zde byl pohřben král Filip I. Francouzský. Stavba lodi začala kolem 1150 a roku 1218 byl celý kostel vysvěcen.
Za francouzské revoluce byl klášter zrušen a z větší části zbořen, zůstal jen současný kostel sv. Benedikta a Panny Marie a knihy byly odvezeny do městské knihovny v Orléansu. Teprve roku 1865 se mohlo začít s obnovou, ale roku 1905 byli mniši zákonem opět vypuzeni. Až po roce 1944 mohl být klášter obnoven.

## Popis
Klášterní kostel svatého Benedikta patří mezi nejvýznamnější románské stavby ve Francii. Uvnitř je 73 m dlouhý, 17 m široký, výška klenby v lodi je 20 m a v kopuli 24 m.
Nejstarší částí je věžový nartex na západní straně se sloupovou síní v přízemí a poutnickou noclehárnou v patře. Síň je rozdělena na devět polí sloupy s bohatě zdobenými hlavicemi, na jedné z nich je vytesán latinský nápis „Unbertus me fecit“ (Unbertus mě udělal). Prosté trojlodí má románské sloupy s bohatě zdobenými hlavicemi a gotickou křížovou klenbu, která na ně plynule navazuje.
Chór s věncem apsid byl postaven do roku 1108 a je bohatě členěn. Za hlavním oltářem Panny Marie je prostor přepažen chórovou přepážkou (lettner), za níž je druhý, vyvýšený chór s oltářem sv. Benedikta a pod ním částečně podzemní krypta. Ta sleduje půdorys nadzemního chóru s věncem apsid a ostatky světce jsou pohřbeny přesně pod horním oltářem. Kolem chóru jsou čtyři půlkruhové kaple (apsidy), oddělené sloupy, a nad sloupy je slepá arkáda, která spojuje oba prostory. Barevná mramorová dlažba v chóru pochází z doby kolem roku 400 a byla sem přenesena z Říma. Ležící postava je náhrobek krále Filipa I. z roku 1108.

## Galerie

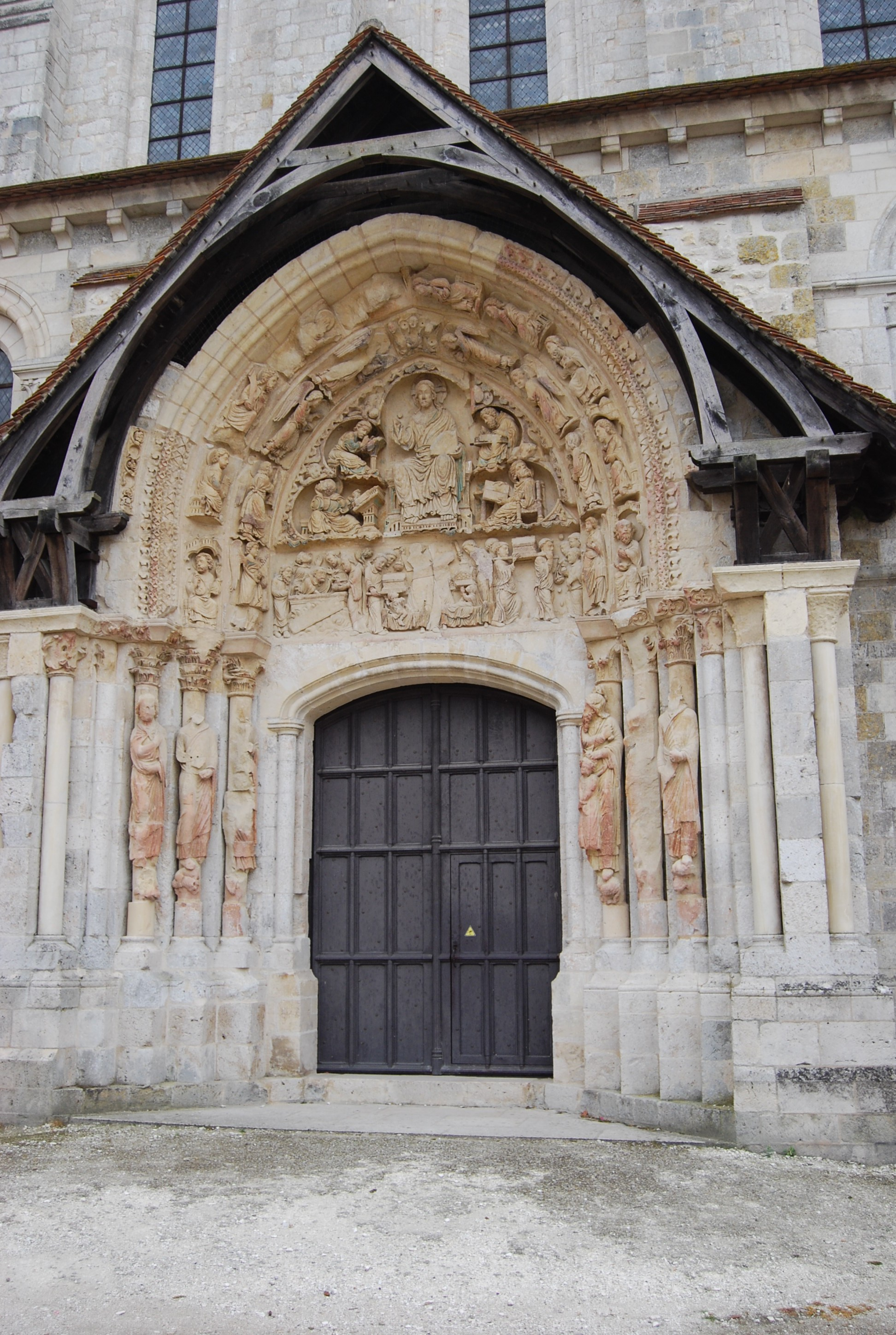
Severní portál
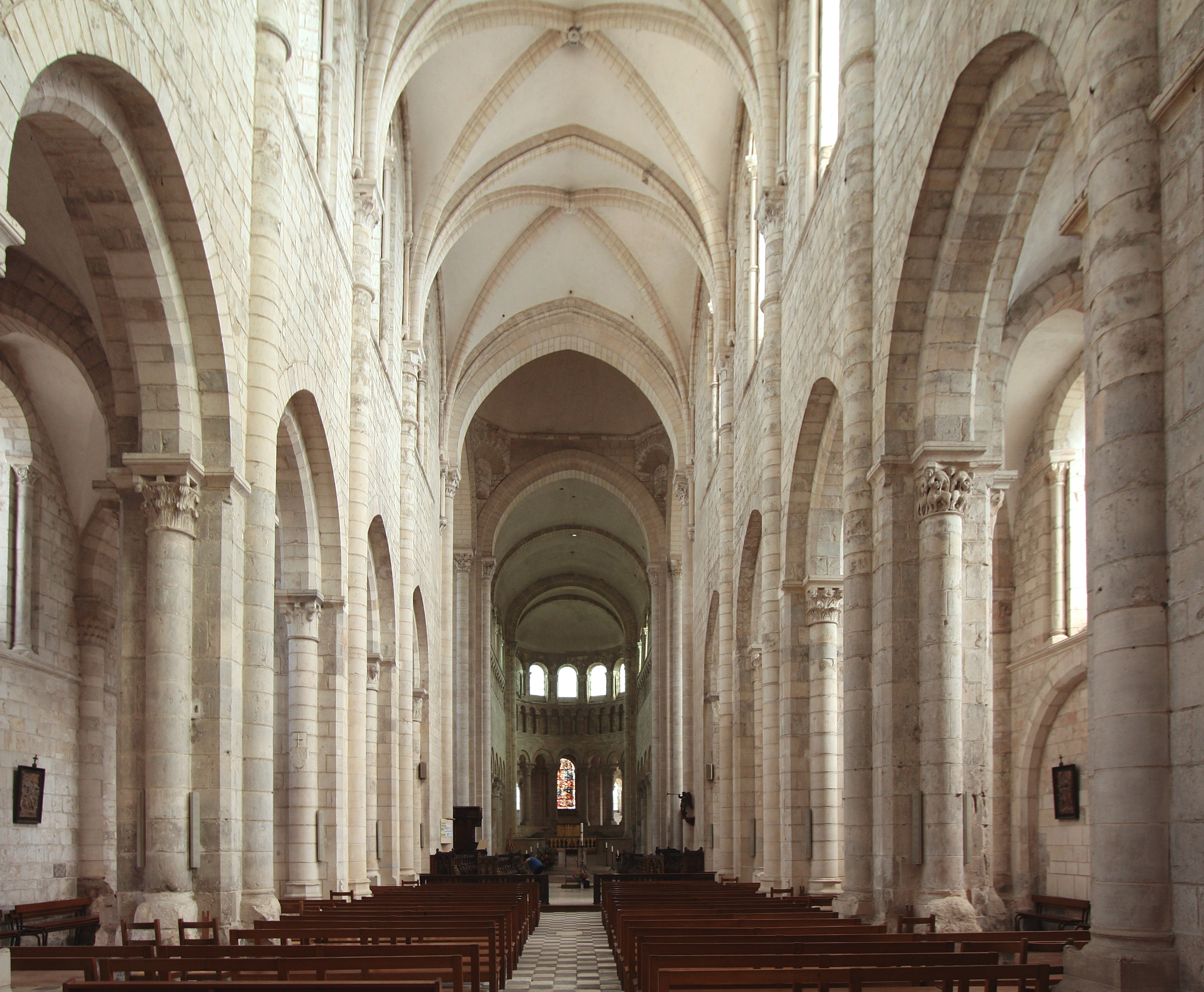
Interiér kostela
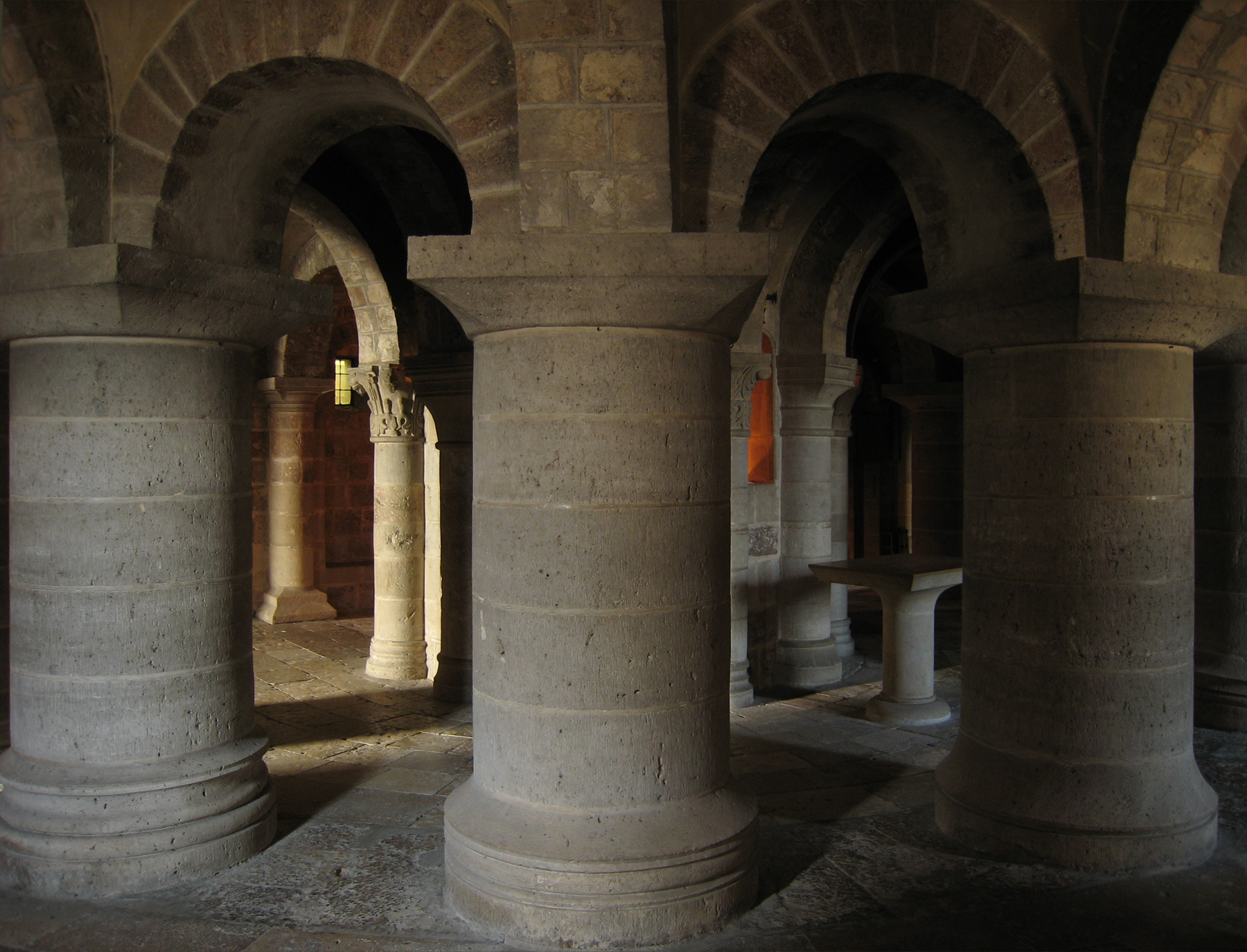
Krypta
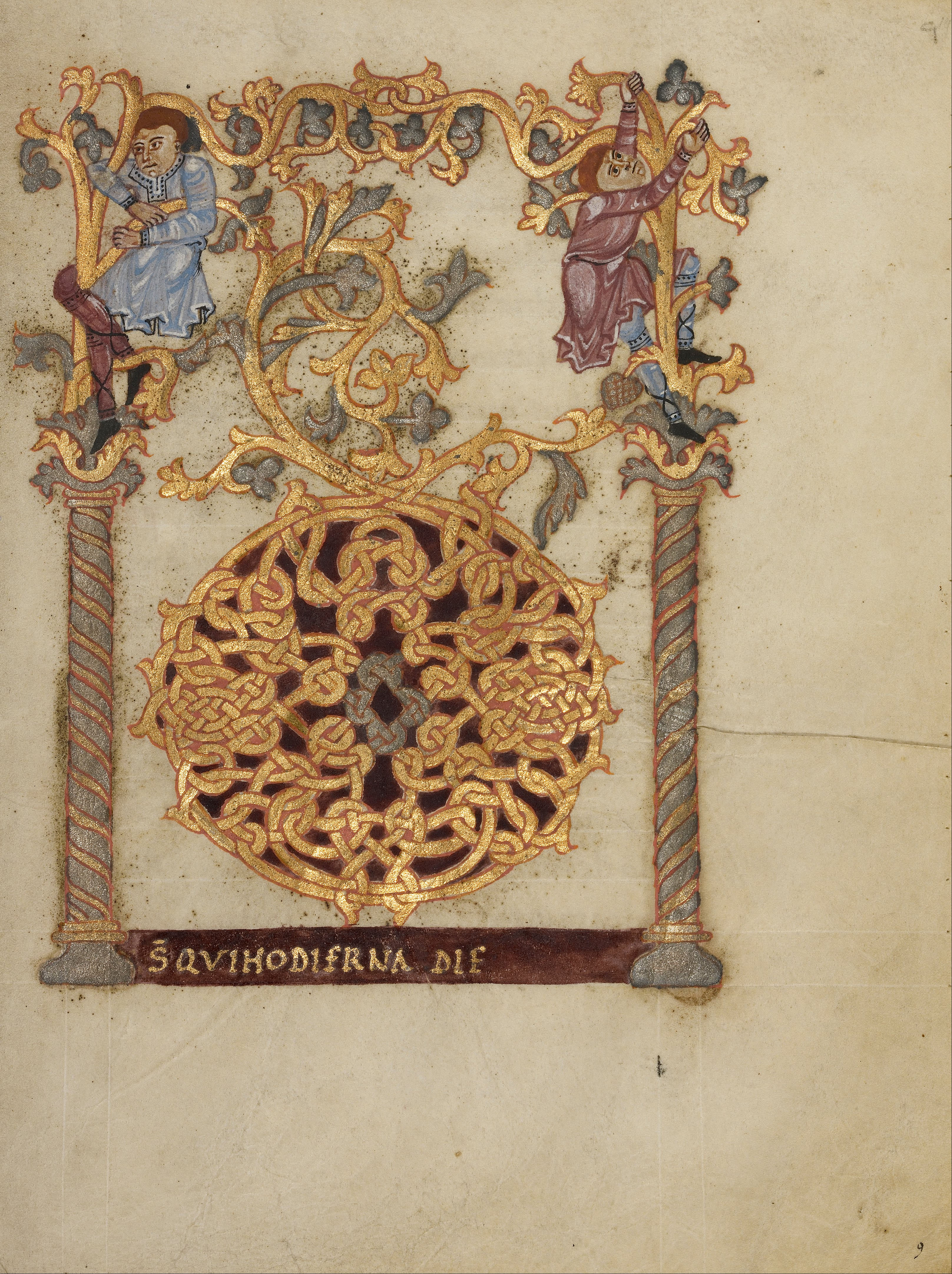
Sakramentář z Fleury, iniciála „D“ (kolem 1020)